# Maritiem centrum Vellamo
Het Maritiem Centrum Vellamo (Fins: Merikeskus Vellamo) is een museumcentrum in de Finse havenstad Kotka. Het gebouw is in 2008 gebouwd.

## Musea
In het gebouw bevinden zich drie musea. Deze zijn:
- Fins Scheepvaartmuseum
- Kymenlaakso museum
- Kustwachtmuseum